# Mimosa (cocktail)
Il Mimosa è una variante dei cocktail Bellini, Rossini e Tintoretto e fa parte della categoria dei medium drink. Si differenzia dal Buck's fizz per la percentuale maggiore di prosecco (o champagne) rispetto alla spremuta d'arancia.

## Composizione
- 7,5 cl di Spremuta d'arancia
- 7,5 cl di Prosecco

Il periodo ideale per gustarlo sono i mesi invernali, quando appunto maturano i frutti.